# Макарово (Казахстан)
Мака́рово (каз. Макарово) — село у складі Байтерецького району Західноказахстанської області Казахстану. Адміністративний центр Макаровського сільського округу.
Населення — 765 осіб (2021; 777 у 2009, 775 у 1999, 838 у 1989).